# Бурачек, Всеволод Германович
Всеволод Германович Бурачек (род. 22 апреля 1934, Харьков - умер 14 февраля 2024, Киев) — специалист в области геодезии и точного приборостроения. Внук художника Николая Григорьевича Бурачека.
Доктор технических наук (1985), профессор (1989). Лауреат Государственной премии СССР (1970).

## Биография
В 1959 окончил Ленинградское высшее инженерное морское училище им. Макарова.
В 1960—1975 годах — работал на заводе «Арсенал»: инженер, начальник отдела, заместитель главного конструктора.
В 1975—1991 годах — директор Киевского филиала научно-исследовательского технологического института оптического приборостроения Миноборонпрома СССР.
В 1991—1992 гг. — руководитель научного центра Института новых физических проблем Академии наук Украины.
В 1992—1998 — директор научно-производственного центра «Фокон».
В 1998—2002 гг. — заведующий кафедрой геодезии, картографии и фотограмметрии Киевского Института менеджмента и информационных технологий.
В 2002−2009 гг. — заведующий кафедрой Черниговского государственного института экономики и управления.
В 2009—2012 гг. — проректор по научной работе, заведующий кафедрой геодезии, картографии и фотограмметрии Университета новейших технологий в г. Киеве.

## Направления научной деятельности
Создание специальных оптико-электронных методов измерения и приборов для инженерно-геодезических работ.